# John F. Hartwig

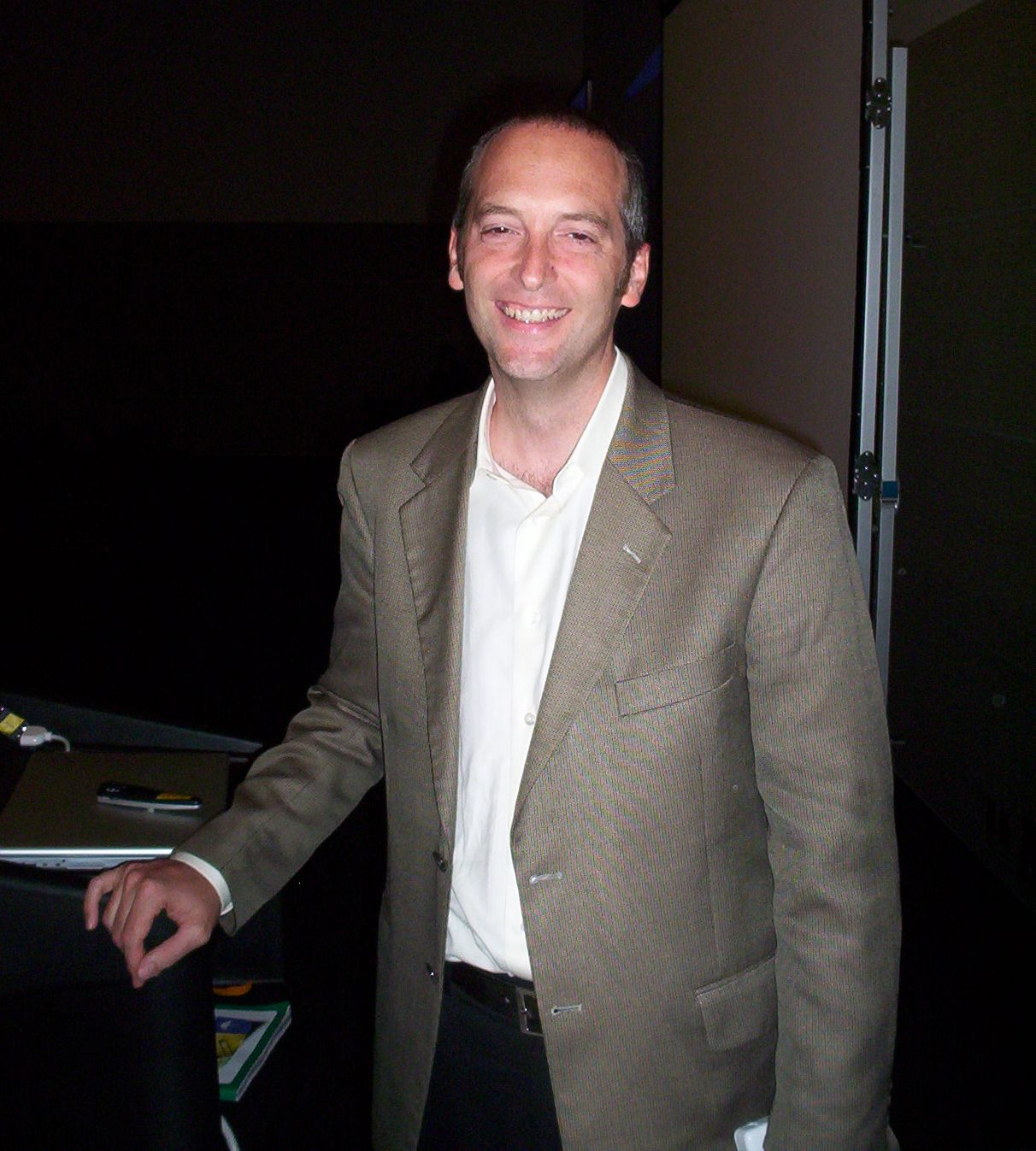
John F. Hartwig, 2007

John Frederick Hartwig (* 7. August 1964 in Elmhurst, Illinois) ist ein US-amerikanischer Chemiker.

## Leben und Wirken
John F. Hartwig wurde in der Nähe von Chicago geboren und wuchs in Upstate New York auf. Er studierte von 1982 bis 1986 Chemie an der Princeton University und erwarb dort 1986 den Bachelor of Arts. Seine Bachelorarbeit betreute Maitland Jones. 1990 wurde Hartwig an der University of California, Berkeley in Chemie zum Ph.D. promoviert. In seiner Doktorarbeit befasste er sich mit der Synthese und den Reaktionsmechanismen von Komplexen mit Ruthenium-Kohlenstoff-, Ruthenium-Stickstoff- und Ruthenium-Sauerstoff-Bindungen. Seine Betreuer waren Richard A. Anderson und Robert Bergman. Als Postdoktorand der American Cancer Society war er 1990 bis 1992 bei Stephen Lippard am Massachusetts Institute of Technology. Dort untersuchte er Platin-DNA-Addukte, die nach Einnahme platinhaltiger Chemotherapeutika entstehen, und ihre Fähigkeit, die Vervielfältigung der DNA zu hemmen und Proteine zu binden. 1992 wechselte er an die Yale University, wo er Assistant Professor (1992–1996), Associate Professor (1996–1998), Professor (1998–2004) und schließlich Irénée P. duPont Professor für Chemie war (2004–2006). Von 2006 bis 2011 war er Kenneth L. Rinehart Jr. Professor für Chemie an der University of Illinois at Urbana-Champaign und seit 2011 ist er Henry Rapoport Professor für Chemie an der University of California, Berkeley sowie Wissenschaftler am Lawrence Berkeley National Laboratory.
Hartwig arbeitet auf dem Gebiet der metallorganischen Chemie und der Komplexchemie. Er erforscht neue Reaktionen organischer Verbindungen, die durch Komplexe von Übergangsmetallen katalysiert werden. So entwickelte er beispielsweise eine Palladium-katalysierte Aminierung, die heute Buchwald-Hartwig-Kupplung genannt wird, eine Methode zur Darstellung von Arylaminen und Arylethern aus Arylhalogeniden oder Arylsulfonaten, eine selektive katalytische Funktionalisierung von Alkanen und viele weitere Palladium-katalysierte Reaktionen.
Seit 2020 zählt ihn der Medienkonzern Clarivate zu den Favoriten auf einen Nobelpreis (Clarivate Citation Laureates).

## Auszeichnungen
- 1992 New Faculty Award (Dreyfus Foundation)
- 1993 Young Professor Award (DuPont)
- 1994 Young Investigator Award (National Science Foundation)
- 1995, 1996 Innovative Recognition Award (Union Carbide)
- 1996–1998 Alfred P. Sloan Research Fellow (Alfred P. Sloan Foundation)
- 1997 Camille Dreyfus Teacher-Scholar Award (Dreyfus Foundation)
- 1998 Eli Lilly Award Grantee (Eli Lilly and Company)
- 1998 Arthur C. Cope Scholar (American Chemical Society)
- 2003 Leo Hendrik Baekeland Award (American Chemical Society, New Jersey Section)
- 2004 Science Spotlight Award (Chemical Abstracts Service)
- 2004 Ligand Prize (Solvias)
- 2004 Prize in Synthetic Organic Chemistry (IUPAC, Thieme Verlagsgruppe)
- 2006 Award in Organometallic Chemistry (American Chemical Society)
- 2007 Tetrahedron Young Investigator Award in Organic Synthesis (Elsevier)
- 2007 Raymond and Beverly Sackler Prize in the Physical Sciences (Universität Tel Aviv)
- 2008 Paul N. Rylander Award (Organic Reactions Catalysis Society)
- 2008 Mukaiyama Award (Society of Synthetic Organic Chemistry of Japan)
- 2008 International Catalysis Award (International Association of the Catalysis Societies, IACS)
- 2009 Joseph Chatt Award (Royal Society of Chemistry)
- 2009 Catalysis Science Award (Mitsui Chemicals, Japan)
- 2009 Edward Mack Jr. Memorial Award (Ohio State University)
- 2009 Merit Award (National Institutes of Health)
- 2010 Scholars Award (GlaxoSmithKline)
- 2013 Herbert C. Brown Award for Creative Research in Synthetic Methods (American Chemical Society)
- 2013 Catalysis Lectureship for the Advancement of Catalytic Science (American Chemical Society)
- 2015 Willard Gibbs Medal (American Chemical Society, Chicago Section)
- 2018 Centenary Prize (Royal Society of Chemistry)
- 2018 Tetrahedron-Preis (Elsevier-Verlag)
- 2019 Wolf-Preis für Chemie (Wolf Foundation)[8]
- 2020 Arthur C. Cope Award (American Chemical Society)
- 2024 BBVA Foundation Frontiers of Knowledge Awards (BBVA-Stiftung, Spanien)

## Mitgliedschaften
- 2005 American Association for the Advancement of Science
- 2012 National Academy of Sciences
- 2015 American Academy of Arts and Sciences

## Werke
Hartwig veröffentlichte mehr als 300 Arbeiten in wissenschaftlichen Zeitschriften, mehr als 10 Patente und folgende Monografien:
- John F. Hartwig: Synthesis and reactivity of compounds containing ruthenium-carbon, -nitrogen, and -oxygen bonds. Thesis (Ph.D.), University of California, Berkeley, 1990
- John F. Hartwig: Organotransition Metal Chemistry. From Bonding to Catalysis. University Science Books, Mill Valley, California 2010, ISBN 1-891389-53-X, ISBN 978-1-891389-53-5 (Überarbeitung des Lehrbuchs von James P. Collman u. a.: Principles and Applications of Organotransition Metal Chemistry. University Science Books, Mill Valley, California 1980, ISBN 0-935702-03-2, ISBN 0-19-855703-5; 2. Auflage 1987)